# NGC 7575
NGC 7575 (другие обозначения — PGC 70946, MCG 1-59-28, ZWG 406.44, IRAS23148+0523, KUG 2314+053A, KCPG 579A) — линзообразная галактика (S0) в созвездии Рыбы.
Этот объект входит в число перечисленных в оригинальной редакции «Нового общего каталога».